# Под светом луны в Мобёже
«Под светом луны в Мобёже» (фр. Un clair de lune à Maubeuge) — французская кинокомедия французского режиссёра Жана Шираса.

## Сюжет
Поль Прунье (Пьер Перрен), парижский таксист, написал песню «Лунный свет в Мобеже», которую его подруга Моник, сотрудница одной радиокомпании, записала на пластинку. Песня имела такой успех, что автора начали разыскивать, чтобы заключить с ним контракт. Наконец Чарли Банку, директору радиокомпании Супердиско, это удаётся, и Поль познаёт все плюсы и минусы популярности. Не выдержав ритма новой жизни, он отправляется с женой Виржини в Японию, но и там звучит его песня «Лунный свет в Мобеже».